# 860 км
860 км — упразднённый в 1998 году населённый пункт (тип: железнодорожная казарма) в Котельничском районе Кировской области России. Входил на год упразднения в состав Зайцевского сельского округа. Включён в состав посёлка Даровица .

## География
Находится в западной части региона, в подзоне южной тайги, на левом берегу реки Даровицы, при железнодорожной линии Свеча — Чепца.

### Климат
Климат характеризуется как континентальный, с продолжительной холодной многоснежной зимой и умеренно тёплым летом. Среднегодовая температура — 1,8 °C. Средняя температура воздуха самого холодного месяца (января) составляет −13,9 °C (абсолютный минимум — −46 °С); самого тёплого месяца (июля) — 17,9 °C (абсолютный максимум — 35 °С). Безморозный период длится в течение 114—122 дней. Годовое количество атмосферных осадков — 515 мм, из которых 365 мм выпадает в тёплый период года. Устойчивый снежный покров образуется в середине ноября и держится 160—170 дней.

## Топоним
В 1926 году — Будка на 1138 килом, в 1939 году — будка жд 1138 км (Список населённых пунктов Кировской области 1939 г.), к 1978 году — 860 км.

## История
Населённый пункт появился при строительстве железной дороги. В селении жили семьи тех, кто обслуживал железнодорожную инфраструктуру участка Транссиба.
Список населённых мест Вятской губернии по переписи населения 1926 г. упоминает ж.-д.б.	Будка на 1138 килом входящим в	Котельнический уезд, Котельническая волость, Карпушинский сельсовет
К 1978 году входил в Зайцевский сельсовет.
В 1998 году ж. д. казарма 860 км и ж. д. разъезд Даровица Зайцевского сельского округа объединены в один населённый пункт — ж. д. станцию Даровица.

## Население
В 1926 году в одном домохозяйстве проживали 2 мужчины, 3 женщины, всего 5 человек.
По данным Всесоюзной переписи населения 1989 года проживали 2 человека, по одному мужчине и женщине (Итоги Всесоюзной переписи населения 1989 года по Кировской области [Текст] : сб. Т. 3. Сельские населенные пункты / Госкомстат РСФСР, Киров. обл. упр. статистики. — Киров:, 1990. — 236 с. С.87).

## Инфраструктура
Основа экономики — обслуживание путевого хозяйства Горьковской железной дороги.

## Транспорт
Доступен автомобильным и железнодорожным транспортом.